# マニウス・ウァレリウス・マクシムス
マニウス・ウァレリウス・マクシムス（ラテン語: Manius Valerius Maximus、生年不詳 - 紀元前463年）は、共和政ローマの独裁官で、第一次プレブスの離反が（en）発生した紀元前494年に就任した。兄弟にプブリウス・ウァレリウス・プブリコラとマルクス・ウァレリウス・ウォルススがいる。父はウァレリウス・ウォルススと言われる。

## 独裁官就任
紀元前509年の共和政樹立以来、パトリキ（貴族）とプレブス（平民）の対立が続いていたが、紀元前494年にはプレブス達がローマ市内を離れモンテ・サクロに立て篭もる事態となった。これを見たウォルスキ、サビニおよびアエクイはローマに対して武器をとった。この危機と政治的な問題に対処するため、ローマ元老院はウァレリウスを独裁官に選出した。彼が選ばれた理由はその中庸な性格であったと言われる。既に死去してはいたが、彼の兄弟であるプブリウス・ウァレリウス・プブリコラ（紀元前503年没）の人気もあったため、ウァレリウスの独裁官就任は市民に歓迎された。

## 軍事行動
ウァレリウスは直ちに徴兵を行ったが、市民は積極的に協力した。合計で10個軍団（45,000人）が編成されたが、これはローマが一度に有した最大の兵力であった。うち4個軍団がウァレリウスに与えられ、最大の脅威であるサビニに対応することとなった。執政官（当時は執政官と独裁官が並立で置かれた）アウルス・ウェルギニウス・トリコストゥス・カエリオモンタヌスとティトゥス・ウェトゥリウス・ゲミヌス・キクリヌスがそれぞれ3個軍団を率い、ウォルスキとアエクイにあたることとされた。
ウァレリウスはサビニに侵攻し、これに勝利した。この勝利を讃えて凱旋式が実施された。加えて、ウァレリウスとその子孫に対し戦車競技場に最高貴賓席（en）が与えられた。

## プレブスの離反
軍がローマに戻った後、ウァレリウスは元老院に対して、市民が苦しんでいる債務の問題を解決するように要求した。しかし元老院は行動せず、これにウァレリウスは怒った。彼は元老院議員に対してこう言った：
諸兄らは、私が融和を求めることを許さなかった。しかし、すぐに諸兄らはローマ市民が私のようなパトロヌス（庇護者）を求めるのを目にするであろう。私に関しては、これ以上市民を落胆させるつもりなく、また目的無しに独裁官を続けるつもりもない。内部の対立と外からの危機が、独裁官の権威を求めた。既に外国との平和は実現したが、内部の平和は阻害されている。私は独裁官ではなく一市民として、これからの騒動に対する目撃者となろう。—マニウス・ウァレリウス・マクシムス、ティトゥス・リウィウス、『ローマ建国史』、2.31
ウァレリウスは独裁官を辞職して自宅に戻ったが、市民はこれに拍手喝采した。

## レガシー
紀元2年、マニウス・ウァレリウス・マクシムスの彫像がローマの他の「偉大な人物」と共にフォルム・アウグストゥムに建てられ、その下には彼の業績を示す碑文が置かれた。

## 参考資料
- T. R. S. Broughton (1951, 1986). The Magistrates of the Roman Republic Vol.1. American Philological Association